# آمورچه
آمورچه(نام علمی: Pseudorasbora parva) نام یک گونه از تیره کپورماهیان است.